# Souls in Pawn (film 1917)
Souls in Pawn è un film muto del 1917 diretto da Henry King che ha come interpreti principali Gail Kane e Douglas MacLean.

## Trama
Il principe Karl Kondemarck, capo del Servizio Segreto tedesco a Parigi, riceve l'incarico di  assicurarsi i servigi della donna più bella e intelligente che potrà trovare. L'affascinante Liane Dore risponde a tutti i requisiti richiesti: vedova di Sebastian Dore, morto in circostanze mai chiarite, chiede in cambio a Kondemarck di rivelarle nel giro di un anno il nome dell'assassino di Sebastian. Liane però ignora che il colpevole è proprio Kondemarck, che le ha ucciso inconsapevolmente il marito quando questi, fingendosi scapolo, aveva insidiato la sorella del principe. Durante la loro collaborazione, Liane e Kondemarck si innamorano l'uno dell'altra. Quando scoppia la guerra, Liane apre la sua casa ai francesi feriti. Denunciata dal barone von Pollnitz, che vuole così vendicarsi del principe, la donna viene arrestata e condannata a morte. Liane scopre che l'assassino di suo marito è Kondemarck: vorrebbe portare a termine la sua vendetta ma ci rinuncia dopo aver letto alcune lettere che provano il tradimento di Sebastian. Insieme a Kondemarck, Liane fugge verso la libertà a bordo del panfilo del principe.

## Produzione
Dopo aver lasciato la Balboa che ormai era sull'orlo del fallimento, Henry King passò all'American Film Company, dove il regista diresse, con il titolo di lavorazione The Woman in Black (titolo originale del romanzo adattato per lo schermo da Jules Furthman), Souls in Pawn che aveva come interpreti principali Gail Kane e Douglas MacLean. Si era nel 1917, nel pieno della prima guerra mondiale e il film, che si basava su una storia d'amore e di spionaggio con protagonista un agente tedesco, attirò l'attenzione del governo. La storia, che era stata scritta anni prima, quando non c'erano ancora avvisaglie del futuro conflitto mondiale, risultava troppo poco antigermanica e, così, Furthman venne spedito in un campo di addestramento texano dell'esercito mentre King fu indagato e non riuscì ad entrare nei Flying Corps, come aveva sperato di fare.

## Distribuzione
Distribuito dalla Mutual Film, il film uscì nelle sale cinematografiche USA il 6 agosto 1917.
Non si conoscono copie ancora esistenti della pellicola che viene considerata presumibilmente perduta.